# Царский мост (Екатеринбург)
Ца́рский мост (Александровский мост) — автодорожный каменный арочный мост через реку Исеть в Екатеринбурге. Объект культурного наследия России федерального значения. Расположен по оси улицы Декабристов, бывшего Александровского проспекта. Выше по течению находится мост по улице Куйбышева, ниже — Никольский мост.

## История
В 1824 году Екатеринбург впервые посетил император Александр I. В честь этого события был построен деревянный свайный мост через Исеть, который получил название Царского или Александровского.
В 1847 году, когда рассматривался вопрос о ремонте ветхого моста, архитектор Р. Н. Спиринг предлагал перестроить мост в камне, но министерство финансов отклонило проект и предложило вновь сделать деревянный мост. В 1856—1858 годах мост был восстановлен в дереве. В 1889—1890 годах по проекту городского архитектора С. С. Козлова и Р. И. Карвовского построен трёхпролётный каменный мост.
После войны мост был реконструирован, проезжая часть была заасфальтирована, установлены новые кованые перила.

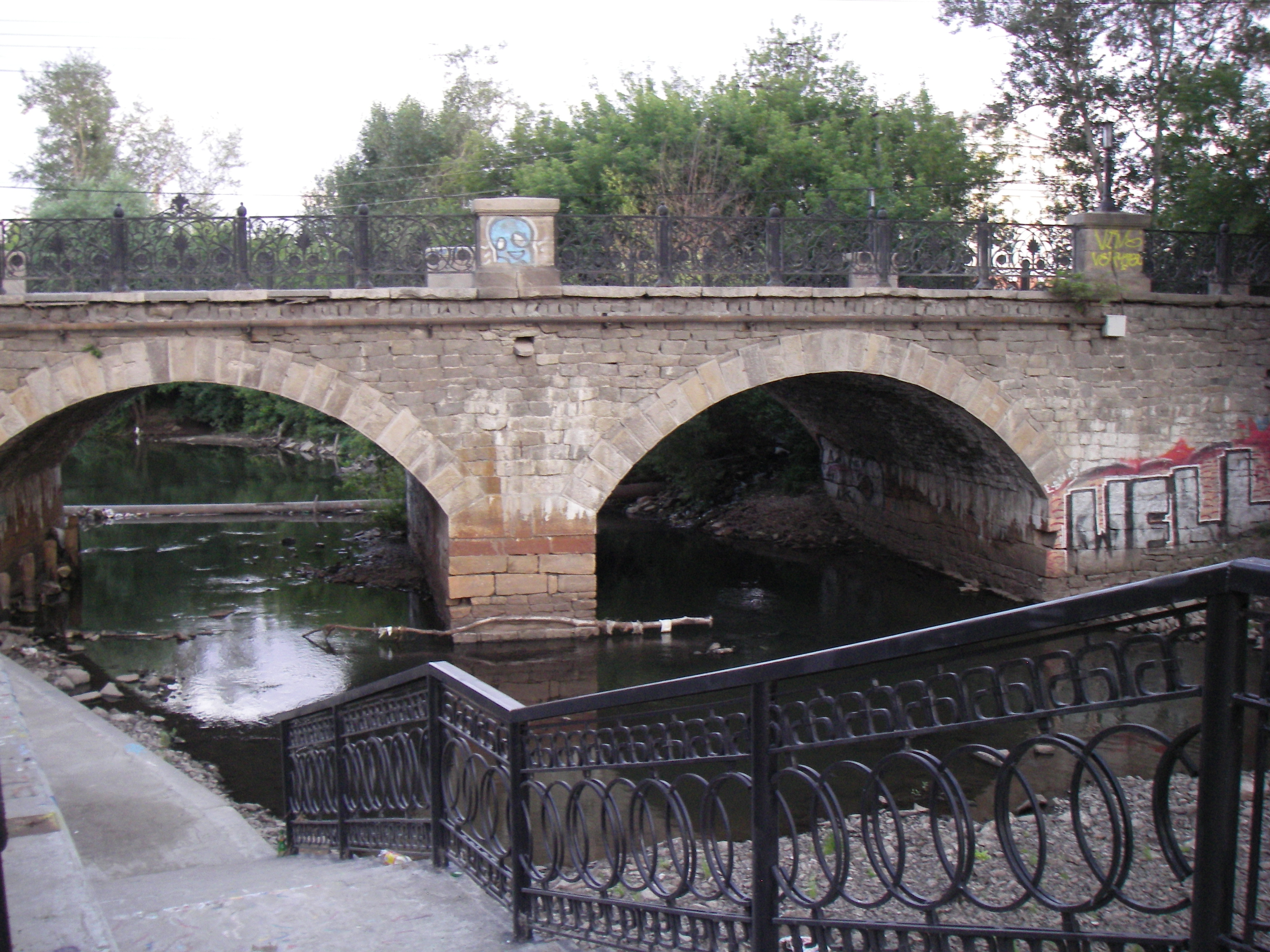
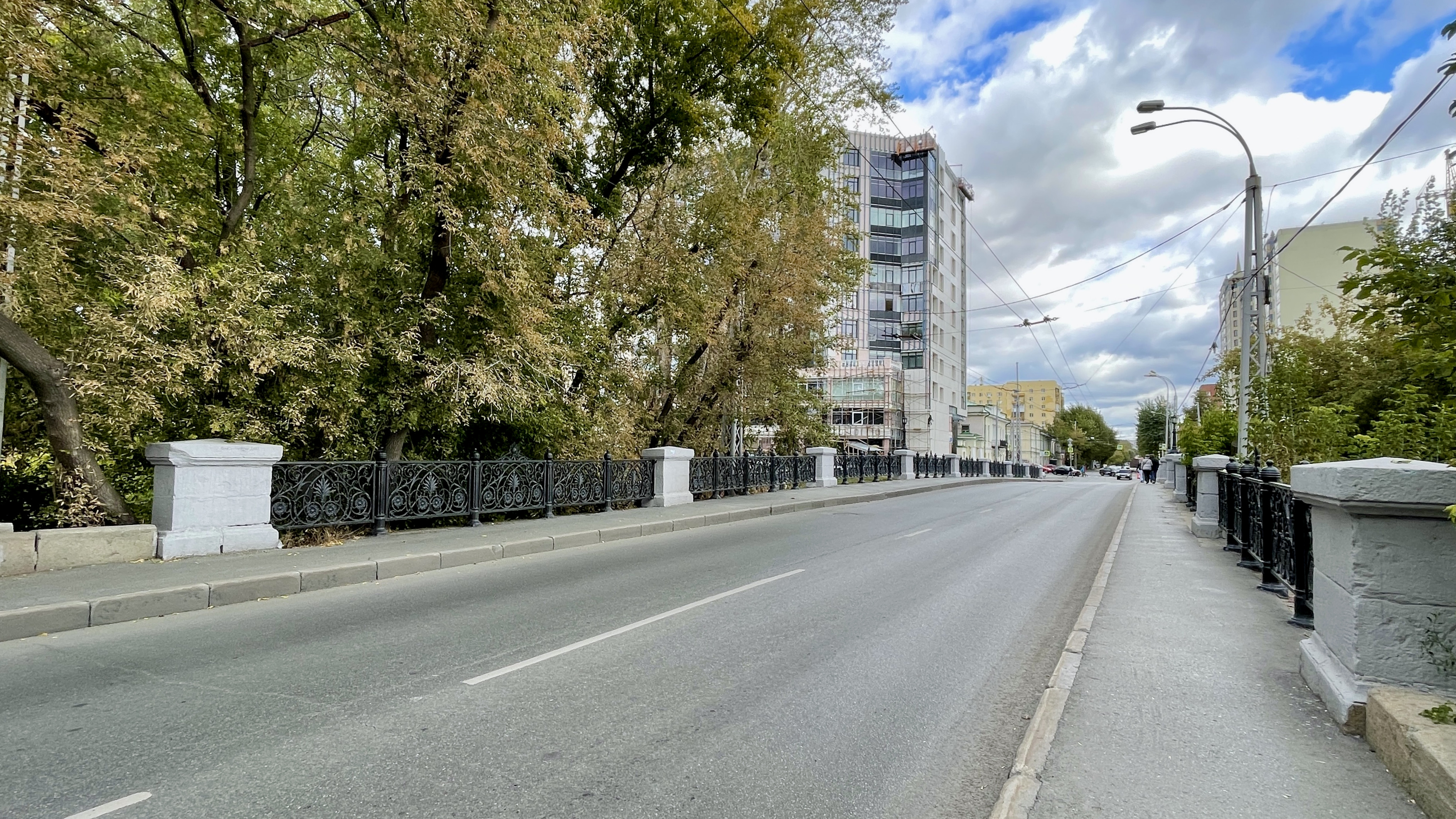
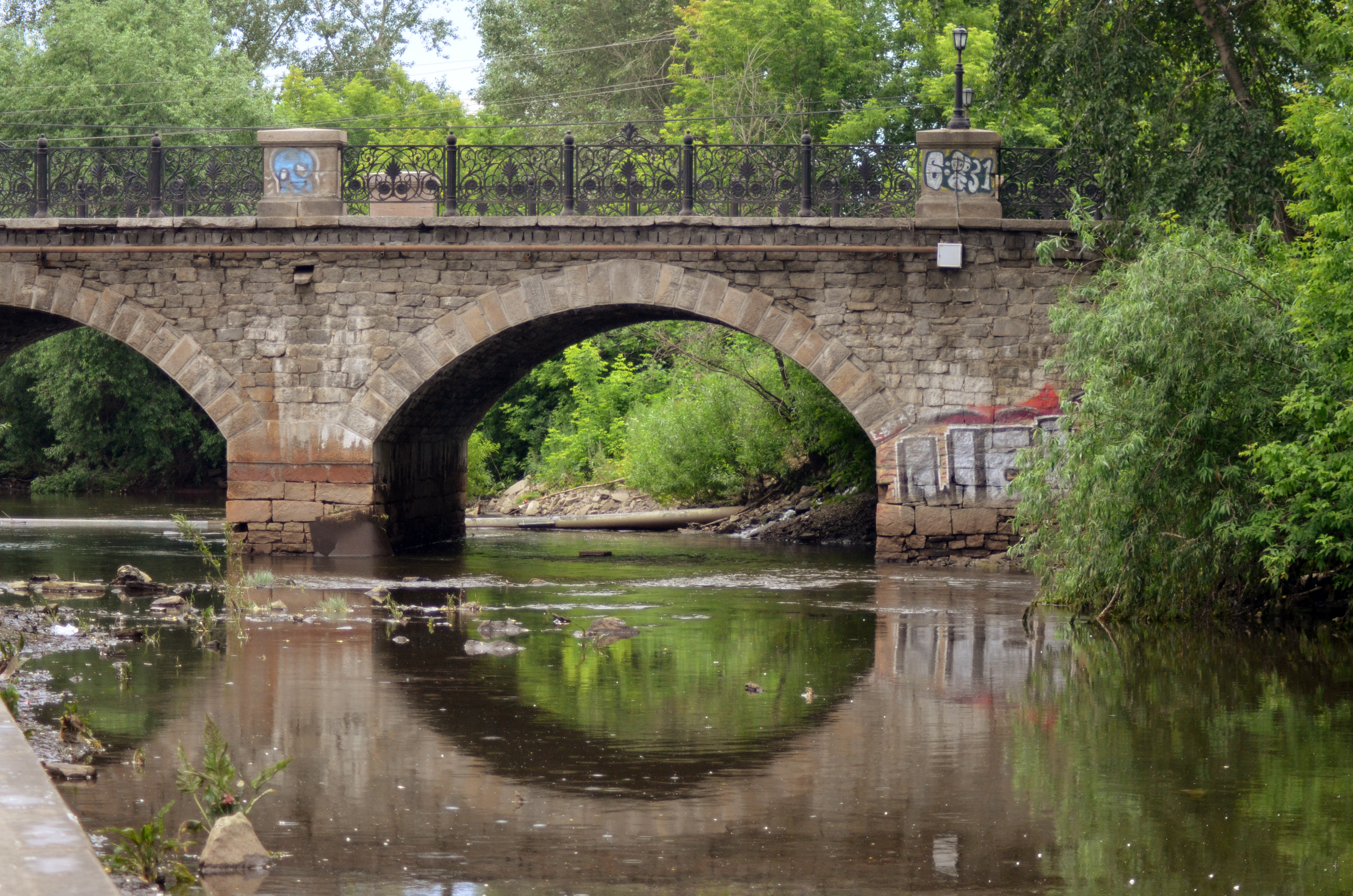
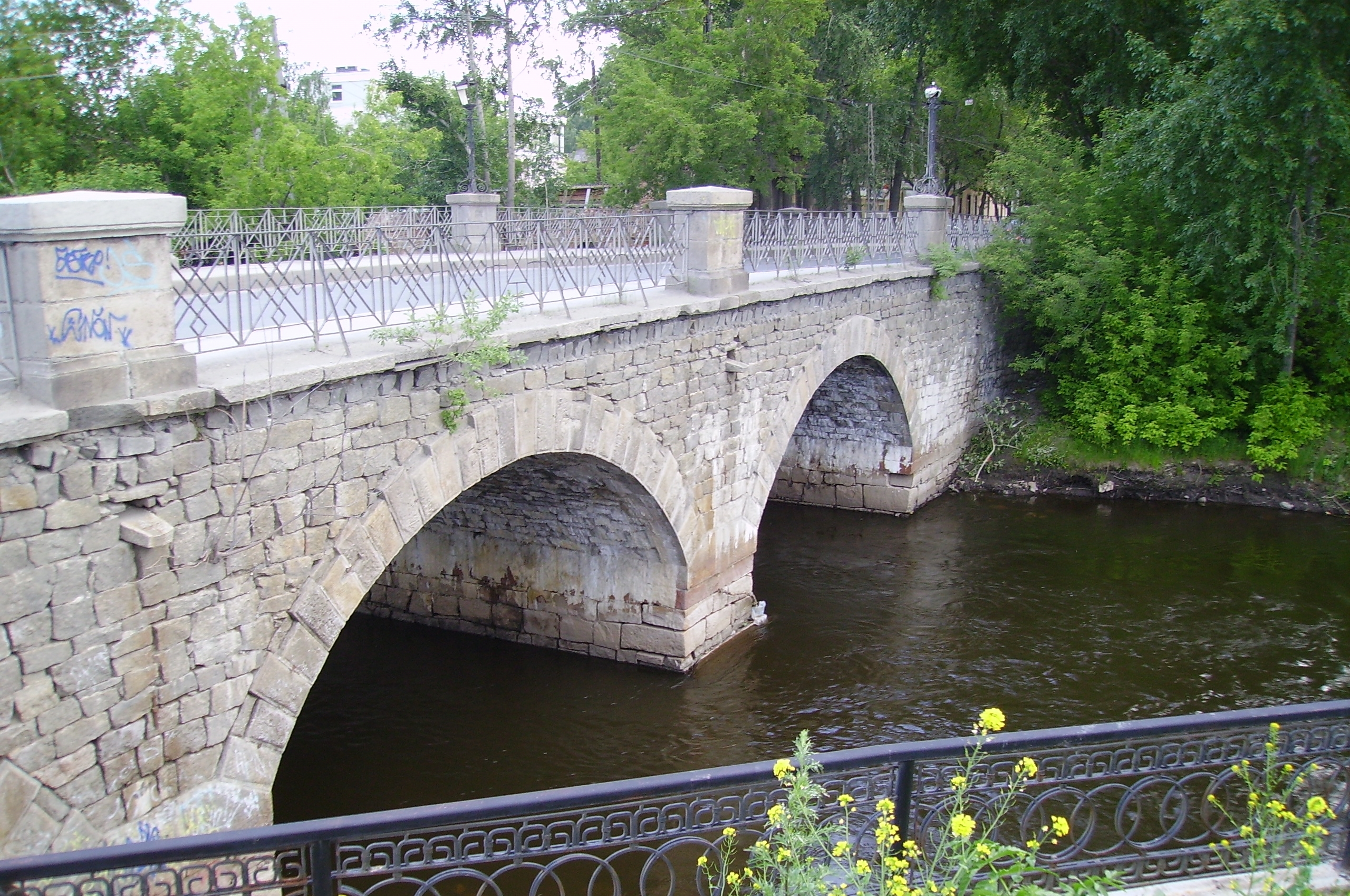
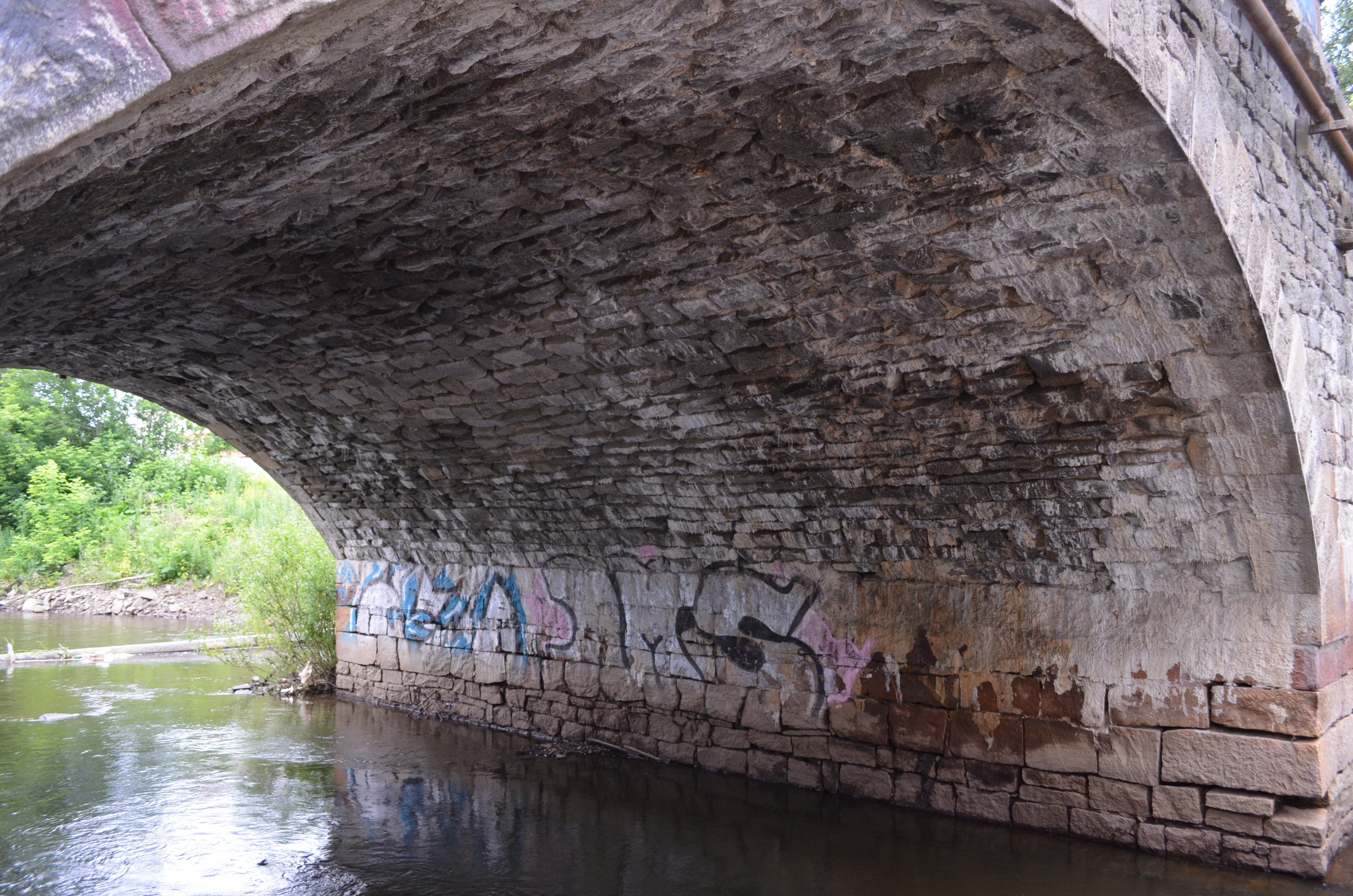